# Арвин (град, Калифорния)
Арвин (на английски: Arvin) е град в окръг Кърн, щата Калифорния, САЩ. Арвин е с население от 21 270 жители (по приблизителна оценка от 2017 г.) и обща площ от 12,4 km². Намира се на 137 m надморска височина. ЗИП кодовете му са 93203, а телефонният му код е 661.